# Écorchés (film, 2005)
Pour les articles homonymes, voir Écorchés.
Pour plus de détails, voir Fiche technique et Distribution.
Écorchés est un film français réalisé par Cheyenne Carron et sorti en 2005.

## Fiche technique
- Titre provisoire : Sans limite
- Réalisation : Cheyenne Carron
- Scénario : Cheyenne Carron
- Production : Jacques Driencourt
- Photographie : Antoine Marteau
- Musique : Olivier Lebé
- Production : Claudie Ossard, Jacques Driencourt pour Berfilms et Victoires Productions[1]
- Durée : 77 minutes[1]
- Dates de sortie:
  - France : 13 mai 2005 (Festival de Cannes)
  - France : 14 octobre 2005 (Festival international du film de Saint-Jean-de-Luz)
  - France : 25 juillet 2007[1]
- Film interdit aux moins de 12 ans

## Distribution
- Vincent Martinez : Marc
- Mélanie Thierry : Léa
- Frédéric Saurel
- Marc Robert
- Sagamore Stévenin